# チャーリーン・ヴォン・サヘア
チャーリーン・ヴォン・サヘア（英語: Charlene von Saher、1974年12月4日 - ）は、イギリス、ウィンブルドン出身のフィギュアスケート選手（女子シングル）。1994年リレハンメルオリンピックイギリス代表。1993年イギリス選手権優勝。

## 主な戦績
| 大会/年        | 1991-92 | 1992-93 | 1993-94 |
| -------------- | ------- | ------- | ------- |
| オリンピック   |         |         | 15      |
| 世界選手権     | 15      | 12      | 16      |
| 欧州選手権     | 12      | 19      |         |
| イギリス選手権 | 2       | 1       | 棄権    |